# Manuela del Rio
Pour les articles homonymes, voir del Rio.
Manuela Juana del Río Martínez Arcos, plus connue sous son nom de scène Manuela del Rio, surnommée « La Asturiana universal » par les hispanophones, est une danseuse espagnole née le 14 juillet 1909 à Grado (Asturies, Espagne) et morte le 3 novembre 1979 à Paris. Elle était l'épouse du peintre et guitariste Joaquín Roca Carrasco.
Danseuse étoile du Liceo de Barcelone à l'âge de 16 ans, élève du « Danseur des Tsars » Francisco Miralles Arnau (es), elle conçut une forme de spectacle soliste dans lequel, accompagnée tour à tour par le pianiste Javier Alfonso et par le guitariste Joaquín Roca, elle présentait des solos de ballets des grands compositeurs espagnols contemporains en alternance avec des danses traditionnelles des diverses régions d'Espagne et des solos de castagnettes dont, à l'instar de son aînée La Argentina, elle était une virtuose. Manuela del Rio grava du reste plusieurs de ces solos sur disques 78 tours dont trois en France entre 1930 et 1937.
Ovationnée à Paris dès 1927, elle se produisit ensuite pendant trente ans sur les principales scènes des cinq continents. 
Puis, fixant définitivement sa résidence à Paris, elle y consacra ses dernières années à l'enseignement de la danse espagnole et de l'art des castagnettes.
Manuela del Rio était également actrice de cinéma : elle a notamment joué le rôle principal dans Life d'Adelqui Migliar (1928) et son propre personnage dans la série de télévision britannique Starlight (1936).
Ses mémoires inédits, En dansant de par le monde, sont un récit humoristique de ses tournées accompagné des considérations d'une professionnelle sur la danse espagnole.